# Georgië op het Eurovisiesongfestival 2022
Georgië nam deel aan het Eurovisiesongfestival 2022 in Turijn, Italië. Het was de 14de deelname van het land aan het Eurovisiesongfestival. GPB was verantwoordelijk voor de Georgische bijdrage voor de editie van 2022.

## Selectieprocedure
Net als de voorgaande jaren opteerde de Georgische openbare omroep ook ditmaal om een interne selectie te voeren om de Georgische act voor het Eurovisiesongfestival te selecteren. Op 14 november 2021 maakte GPB bekend dat de keuze was gevallen op Circus Mircus. Het nummer waarmee de groep naar Turijn zal afzakken, werd op 9 maart 2022 gepresenteerd.

## In Turijn
Georgië trad aan in de eerste helft van de tweede halve finale, op donderdag 12 mei 2022. Het land wist zich niet te plaatsen voor de grote finale. Na afloop van de finale bleek het land laatste te zijn geëindigd in de tweede halve finale.
2007 · 2008 · 2009 · 2010 · 2011 · 2012 · 2013 · 2014 · 2015 · 2016 · 2017 · 2018 · 2019 · 2020 · 2021 · 2022 · 2023 · 2024 · 2025
Albanië · Armenië · Australië · Azerbeidzjan · België · Bulgarije · Cyprus · Denemarken · Duitsland · Estland · Finland · Frankrijk · Georgië · Griekenland · Ierland · IJsland · Israël · Italië · Kroatië · Letland · Litouwen · Malta · Moldavië · Montenegro · Nederland · Noord-Macedonië · Noorwegen · Oekraïne · Oostenrijk · Polen · Portugal · Roemenië · San Marino · Servië · Slovenië · Spanje · Tsjechië · Verenigd Koninkrijk · Zweden · Zwitserland